# Carl Theodor Schenck
Carl Ludwig Theodor Schenck (* 23. August 1798 in Wallau (Lahn); † 15. August 1871 in Wiesbaden) war ein nassauischer Amtmann und in dieser Funktion Leiter der Amtsverwaltungen in Herborn und Langenschwalbach.

## Leben
Carl Theodor Schenck war der Sohn des Regierungsdirektors Philipp Friedrich Leonhard Schenck (1770–1854) und dessen Ehefrau Anna Regina Wenck (1771–1846), Tochter des Kommerzienrats Georg Ludwig Wenck (1723–1804) und der Marie Christine Hüffell (1738–1812).
Nach dem Besuch des Gymnasiums Philippinum Weilburg studierte er Rechtswissenschaften und kam in die öffentliche Verwaltung, wo er 1832 Amtmann in Herborn wurde. Damit oblag ihm die Leitung der Verwaltung, die eine untere Verwaltungsbehörde war. Bevor er 1844 Justizrat wurde, war er als Amtmann in Langenschwalbach und Weilburg tätig. Er wechselte in die Staatsverwaltung, wurde 1848 Regierungsrat bei der Bezirksregierung Wiesbaden und 1864 Rechnungskammerrat. 1868 trat er als Geheimer Regierungsrat in den Ruhestand.
Am 26. Dezember 1826 heiratete er in Weilburg Dorothea Usener (1807–1885, Tochter des Franz Usener, Leibarzt des Herzogs Wilhelm von Nassau), mit der er die Kinder Friedrich (1827–1900), Johanna Regina Wilhelmina (1829–1902, ⚭ Ernst Emil Wenck, Arzt), Ferdinand (1831–1919, Major), August (1834–1916, nach Iowa ausgewandert), Carl (1835–1910, Kommerzienrat), Franziska (* 1837, ⚭ Kriegsrat G. Klein), Emil (1840–1876, Ingenieur), Wilhelm (1841–1884, Kaufmann), Theodor (1843–1869), Louis (1845–1906, Apotheker in Illinois) und Adolf (1850–1901, Ingenieur) hatte.